# Attenhofen

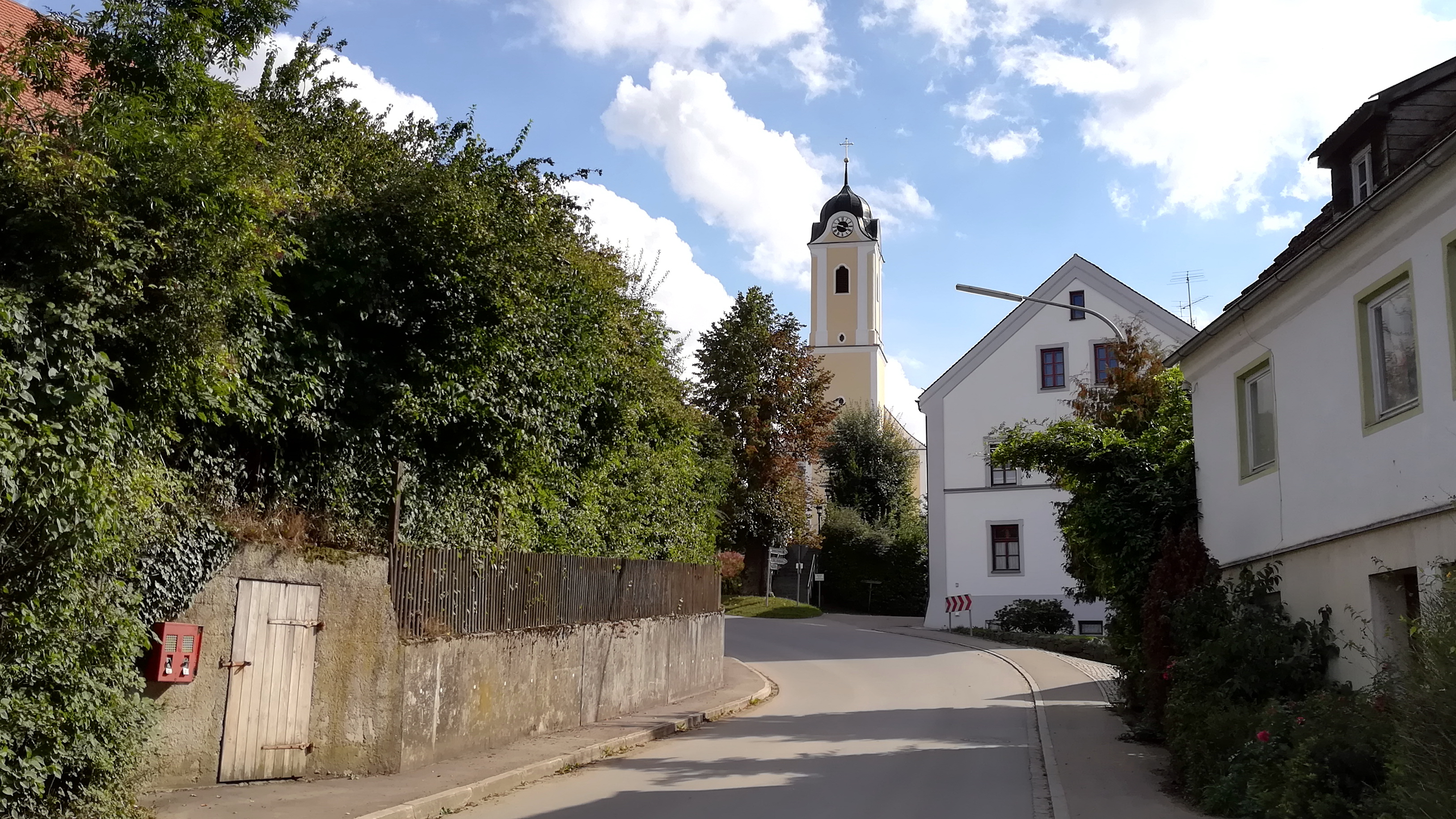
Pfarrer-Schmid-Straße in Attenhofen

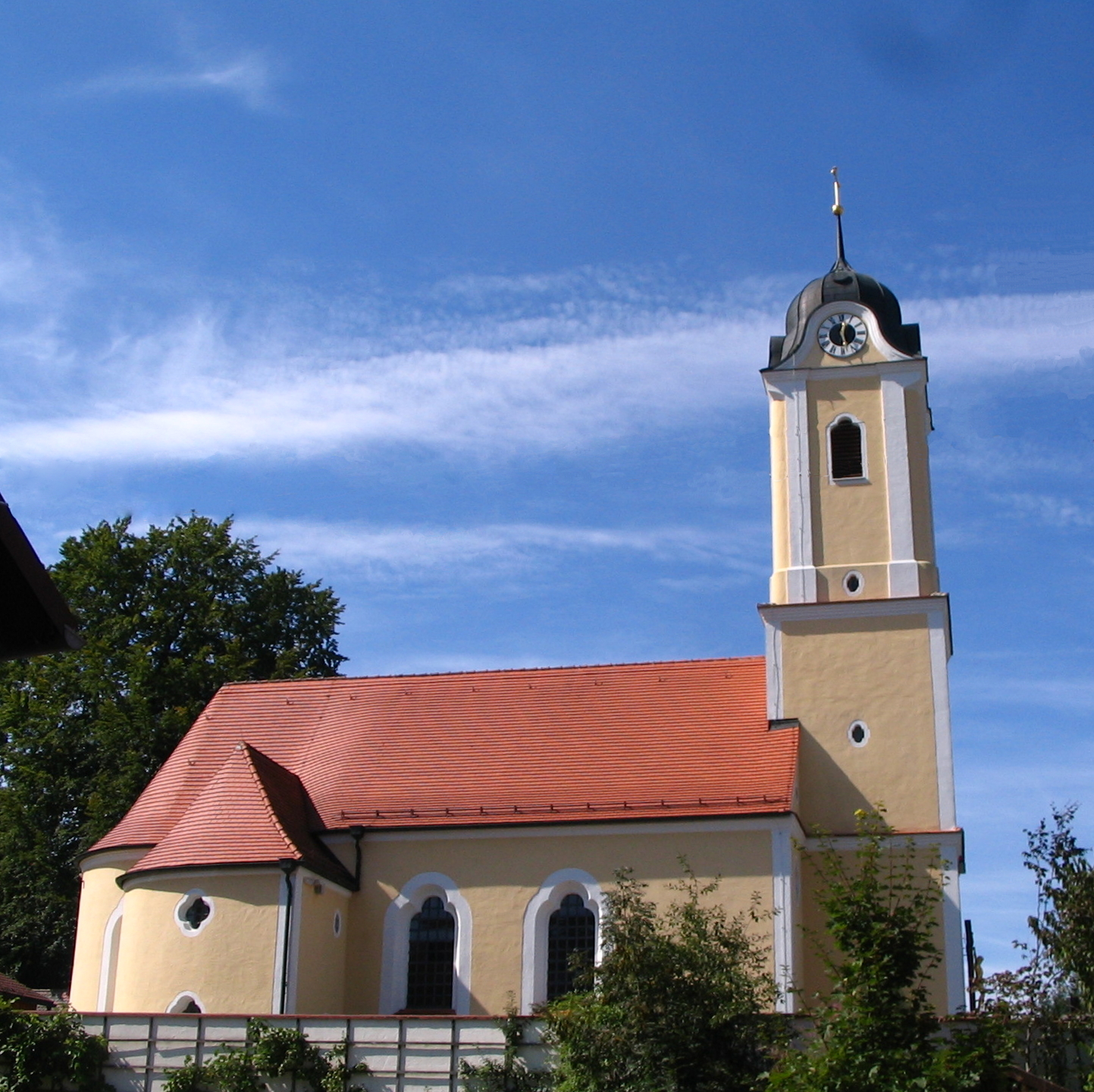
St. Nikolaus

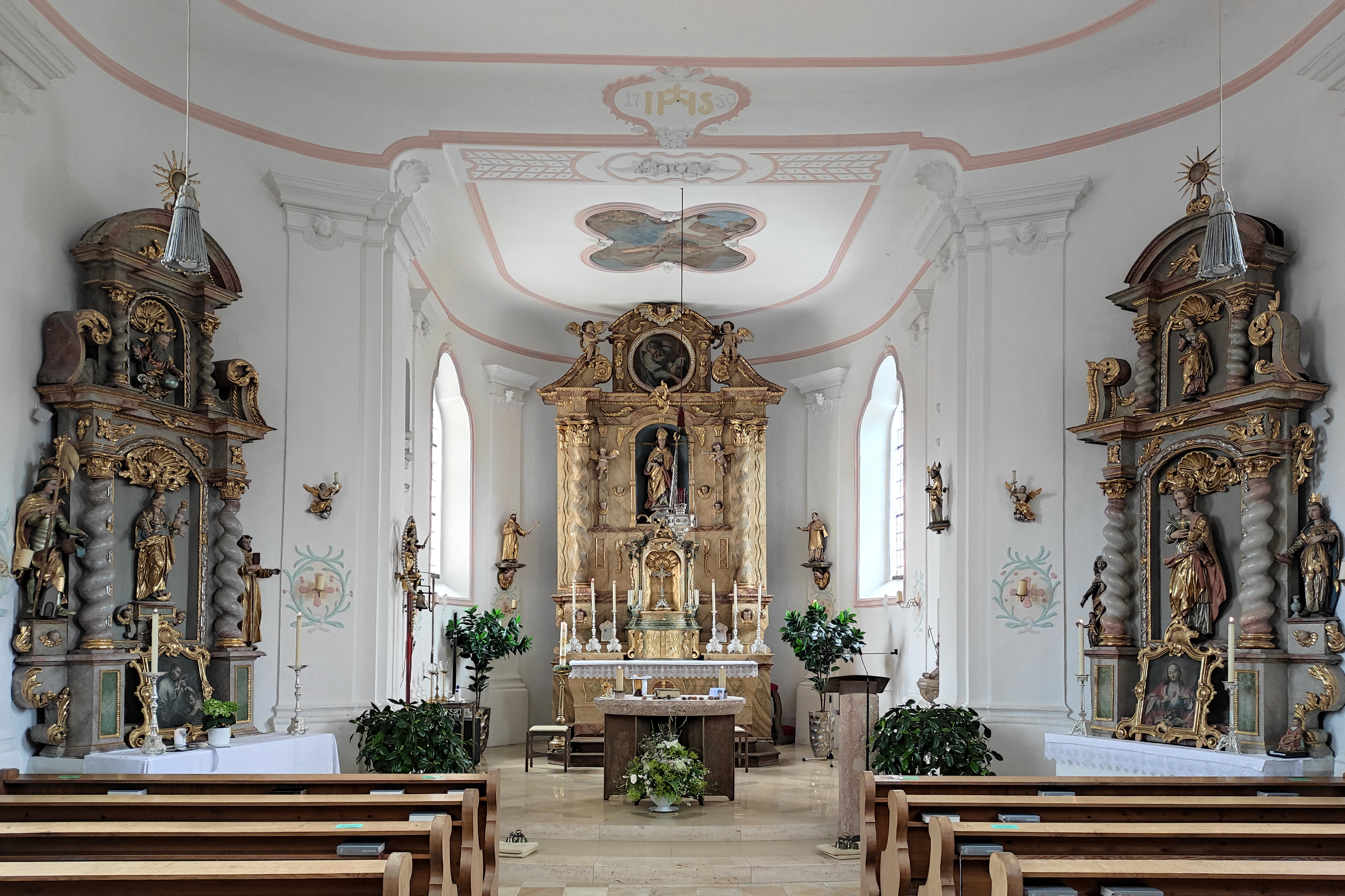
St. Nikolaus: Innenraum

Attenhofen ist eine Gemeinde im niederbayerischen Landkreis Kelheim sowie Mitglied der Verwaltungsgemeinschaft Mainburg.

## Geografie

### Lage
Die Gemeinde befindet sich in der Region Landshut.

### Gemeindegliederung
Es gibt 22 Gemeindeteile (in Klammern ist der Ortstyp angegeben):
- Attenbrunn (Einöde)
- Attenhofen (Pfarrdorf)
- Auerkofen (Weiler)
- Freidlhof (Einöde)
- Gebendorf (Einöde)
- Grub (Einöde)
- Heiblhof (Einöde)
- Heising (Weiler)
- Hötzelsdorf (Einöde)
- Maiersdorf (Weiler)
- Obereinöd (Einöde)
- Oberwangenbach (Dorf)
- Pimmersdorf (Einöde)
- Pötzmes (Pfarrdorf)
- Rachertshofen (Dorf)
- Rannertshofen (Weiler)
- Reuth (Einöde)
- Seeb (Weiler)
- Spitzau (Einöde)
- Thonhausen
- Untereinöd (Einöde)
- Walkertshofen (Pfarrdorf)

Es gibt die Gemarkungen Attenhofen, Oberwangenbach, Pötzmes und Walkertshofen.

## Geschichte

### Bis zur Gemeindegründung
Attenhofen erschien urkundlich erstmals um 1100 im Schenkungsbuch von Münchsmünster. Dem Ortsnamen liegt der althochdeutsche Personenname Atto zugrunde.
Der Ort gehörte zum Rentamt München und zum Landgericht Mainburg des Kurfürstentums Bayern. Im Zuge der Verwaltungsreformen im Königreich Bayern entstand mit dem Gemeindeedikt von 1818 die Gemeinde Attenhofen mit den zugehörigen Orten Attenbrunn, Gebendorf, Grub, Heising, Maiersdorf, Obereinöd, Rannertshofen, Seeb und Untereinöd.

### Eingemeindungen
Die heutige Gemeinde entstand dann im Zuge der Gemeindegebietsreform mit der Zusammenlegung mit den Gemeinden Oberwangenbach und Pötzmes am 1. Januar 1972. Walkertshofen kam am 1. Januar 1978 hinzu.

### Einwohnerentwicklung
Im Zeitraum 1988 bis 2018 stieg die Einwohnerzahl von 1072 auf 1376 um 304 Einwohner bzw. um 28,4 %.
| Jahr      | 1961 | 1970 | 1987 | 1991 | 1995 | 2000 | 2005 | 2010 | 2015 | 2020 |
| --------- | ---- | ---- | ---- | ---- | ---- | ---- | ---- | ---- | ---- | ---- |
| Einwohner | 1109 | 1046 | 1055 | 1141 | 1233 | 1289 | 1369 | 1336 | 1319 | 1327 |

## Politik

### Bürgermeister und Gemeinderat
Erster Bürgermeister ist seit Mai 2008 Franz Stiglmaier (Unparteiische Wählergemeinschaft).
Nach den Gemeinderatswahlen am 15. März 2020 setzt sich der Gemeinderat folgendermaßen zusammen:
- Dorfgemeinschaft Walkertshofen: 5 Sitze
- Unparteiische Wählergemeinschaft Attenhofen: 3 Sitze
- Wählergruppe ehemalige Gemeinde Pötzmes: 2 Sitze
- Wählergemeinschaft Oberwangenbach / Thonhausen: 1 Sitz
- ÖDP: 1 Sitz

### Wappen und Flagge
| | Blasonierung: „In Rot schräg gekreuzt ein silberner Bischofsstab und ein gestürztes silbernes Flammenschwert, bewinkelt oben von einer goldenen Hopfendolde, rechts von einer silbernen Sichel, links von einem silbernen romanischen Weihekreuz.“ |
| Wappenbegründung: Der Bischofsstab, Attribut des heiligen Nikolaus, steht für die Nikolauskirche in Attenhofen, das Flammenschwert des heiligen Michael für den Patron der Kirche von Walkertshofen. Die Sichel weist auf die Notburga-Kapelle in Thonhausen in der ehemaligen Gemeinde Oberwangenbach hin. Ein romanisches Weihekreuz findet sich an der St.-Georgs-Kirche in Pötzmes. Die Hopfendolde bezieht sich darauf, dass Attenhofen zu den wichtigsten Hopfenanbaugemeinden der Hallertau gehört. | |

Die gleichzeitig genehmigte weiß-rot-weiße Gemeindeflagge wird nicht verwendet.

## Wirtschaft und Infrastruktur

### Infrastruktur
Breitbandanschluss ist seit 2008 im Hauptort verfügbar. Die Technik besteht aus Richtfunkanbindung und Verteilung per Wireless Local Loop.
Ein Autobahnanschluss (A93) ist 5 Kilometer vom Hauptort entfernt vorhanden, es besteht keine Bahnverbindung.

### Wirtschaft
Es gab im Jahr 2020 nach der amtlichen Statistik 120 sozialversicherungspflichtig Beschäftigte am Arbeitsort und 599 waren sozialversicherungspflichtig Beschäftigte am Wohnort. Im verarbeitenden Gewerbe gab es keine, im Bauhauptgewerbe fünf Betriebe. Zudem bestanden im Jahr 2016 67 landwirtschaftliche Betriebe mit einer landwirtschaftlich genutzten Fläche von 1562 ha, davon waren 1384 ha Ackerfläche und 175 ha Dauergrünfläche. Der Hopfenanbau ist ein wichtiger Erwerbszweig.
Die Gemeindesteuereinnahmen betrugen 2013 gerundet 928.000 €, davon betrugen die Gewerbesteuereinnahmen (netto) 162.000 € und der Gemeindeanteil an der Einkommensteuer 628.000 €.